# Бресал Бо-Дібад
Бресал Бо-Дібад — (ірл. — Bresal Bó-Díbad) — Бресал Бо-Дібад мак Рудрайге — верховний король Ірландії. Час правління: 151—140 до н. е. (згідно з «Історією Ірландії» Джеффрі Кітінга) або 210—199 до н. е. (відповідно до «Хроніки Чотирьох Майстрів»). Син Рудрайге. Прийшов до влади в результаті вбивства свого попередника — Фінната Мара (ірл. — Finnat Már). Правив Ірландієї протягом одинадцяти років. Протягом його правління в Ірландії була епідемія чуми великої рогатої худоби — ірландці причиною епідемії вважали гріхи верховного короля. Від цього і пішло прізвисько короля «Бо Дібад» — «зникнення корів» (ірл.). Легенди повідомляють, що в результаті епідемії в Ірландії лишилися тільки один бик і одна корова. Бресал Бо-Дібад був вбитий сином Фінната Мара — Лугайдом Луайгне (ірл. — Lugaid Luaigne) (звичай кровної помсти). «Книга захоплень Ірландії» синхронізує його правління з правлінням Птолемея X Олександра I (110 — 88 до н. е.) в Єгипті. Але Джеффрі Кітінг та Чотири Майстри відносять час його правління до більш давніх часів.